# Clonage (programmation)
Ne doit pas être confondu avec Ghost (informatique).
En informatique et plus particulièrement dans les langages de programmation orientés objets le clonage est l'opération de copie d'une instance d'objet afin de créer une nouvelle instance qui contienne les mêmes informations.
L'opération peut sembler simple, mais si l'instance d'objet à copier contient une (plusieurs) références vers d'autres objets, la décision doit être prise entre :
- copier la référence de l'objet pointé (mais cela peut modifier voire détériorer la structure du graphe auquel appartient l'objet cloné) ;
- cloner également l'objet référencé (mais si le graphe auquel appartient l'objet cloné contient des cycles, l'opération pourrait ne jamais aboutir).

En programmation système Unix, des appels systèmes permettent de cloner des processus, par le biais des fonctions fork() ou clone().